# Anton Mayer-Pfannholz
Anton Mayer-Pfannholz (* 18. November 1891 in München; † 16. Juni 1982 in München) war ein deutscher Historiker. Er war Hochschulprofessor und Leiter des Instituts für Ostbairische Heimatforschung Passau.
Nach dem Abitur am Münchner Wilhelmsgymnasium wurde er 1911 als Stipendiat der Stiftung Maximilianeum aufgenommen. An der Universität München war er ein Schüler des Historikers Sigmund von Riezler. 1915 promovierte Mayer zum Dr. phil. und lehrte anschließend als Gymnasiallehrer. 1924 folgte er dem Ruf auf den Lehrstuhl für Geschichte und Kunstgeschichte an der Philosophisch-theologischen Hochschule Freising. 1938 wechselte er an die Philosophisch-Theologische Hochschule Passau, der er ab 1944 als Rektor und 1947 bis 1955 als Prorektor (mit-)vorstand. 1944 wurde er somit gleich in zweifacher Hinsicht Nachfolger von Max Heuwieser: einerseits als Rektor der Hochschule, andererseits als (kommissarischer) Leiter des Instituts für Ostbairische Heimatforschung. 
1951 ehrte ihn die Ludwig-Maximilians-Universität München mit der Ehrendoktorwürde der Theologie; 1956 erhielt er den Päpstlichen Ritterorden vom Hl. Gregor. Im gleichen Jahr kehrte Mayer nach München zurück, wo er weiterhin wissenschaftlich tätig war. 1959 überreichte man ihm den Bayerischen Verdienstorden. Anton Mayer-Pfannholz starb am 16. Juni 1982. Sein Sohn Christian Anton (1922–2005) war unter dem Pseudonym Carl Amery als Schriftsteller tätig.
Mayer-Pfannholz war Mitglied der katholischen Studentenverbindung K.S.St.V. Alemannia München im KV.

## Schriften (Auswahl)
- Die Errichtung des Lyzeums in Freising im Jahre 1834. Eine Studie zur Kulturgeschichte des Restaurations-Zeitalters: Festgabe zur Feier des 100 jährigen Bestehens der Philos.-theol. Hochschule Freising  (= Historische Forschungen und Quellen. Heft 11). Datterer, München u. a. 1934.